# Alberto López Moreno
Alberto López Moreno (Madrid, España, 25 de febrero de 1967) es un exfutbolista y médico español. En su etapa de futbolista jugaba de delantero.
Desde el año 2004 forma parte del equipo médico del Real Valladolid C. F.

## Trayectoria deportiva

### Clubes
Se formó en las categorías inferiores del C. D. Moscardó, equipo al que perteneció hasta 1987 cuando fichó por el Real Valladolid Deportivo.
| Club                      | País   | Año       |
| ------------------------- | ------ | --------- |
| Real Valladolid C.F.      | España | 1987-1995 |
| Real Burgos C.F. (cedido) | España | 1987-1988 |
| Racing de Santander       | España | 1995-1998 |
| Real Valladolid C.F.      | España | 1998-2001 |
| C.D. Numancia de Soria    | España | 2001-2002 |
| C.F. Palencia             | España | 2002-2003 |

### Selección española
Alberto fue internacional sub-21. Disputó dos partidos de clasificación para la Eurocopa Sub-21 de 1990 y en los dos jugó los 90 minutos y en el segundo partido logró marcar el gol que supuso la victoria de la selección. Su debut fue el 31 de mayo de 1989 contra Chipre, en partido disputado en Mérida en el estadio Romano con victoria 1-0. En su 2º y último partido el rival fue Hungría y el partido se disputó en Benidorm en el estadio de Foietes, como era denominado en esa época. El gol de Alberto fue en el minuto 15.

## Trayectoria médica
En el año 2004 comenzó a formar parte del equipo médico del Real Valladolid C. F. estando en categorías inferiores.
En verano de 2014 el Real Valladolid C. F. lo nombró jefe de los servicios médicos del club.

## Estadísticas

### Clubes
Actualizado al último partido oficial jugado el 25 de mayo de 2002.
| Club                               | Temporada                        | Liga                             | Liga     | Liga  | Copa     | Copa  | PlayOffs | PlayOffs | Recopa de Europa | Recopa de Europa | Total    | Total |
| Club                               | Temporada                        | Categoría                        | Partidos | Goles | Partidos | Goles | Partidos | Goles    | Partidos         | Goles            | Partidos | Goles |
| ---------------------------------- | -------------------------------- | -------------------------------- | -------- | ----- | -------- | ----- | -------- | -------- | ---------------- | ---------------- | -------- | ----- |
| Real Burgos C.F. (cedido) · España | 1987-88                          | 2ª División                      | 6        | 2     | -        | -     | -        | -        | -                | -                | 6        | 2     |
| Real Burgos C.F. (cedido) · España | Total con el Real Burgos         | Total con el Real Burgos         | 6        | 2     | -        | -     | -        | -        | -                | -                | 6        | 2     |
| Real Valladolid C.F. · España      | 1988-89                          | 1ª División                      | 25       | 7     | 7        | 3     | -        | -        | -                | -                | 32       | 10    |
| Real Valladolid C.F. · España      | 1989-90                          | 1ª División                      | 23       | 0     | 2        | 1     | -        | -        | 3                | 0                | 28       | 1     |
| Real Valladolid C.F. · España      | 1990-91                          | 1ª División                      | 22       | 3     | 6        | 2     | -        | -        | -                | -                | 28       | 5     |
| Real Valladolid C.F. · España      | 1991-92                          | 1ª División                      | 18       | 1     | 0        | 0     | -        | -        | -                | -                | 18       | 1     |
| Real Valladolid C.F. · España      | 1992-93                          | 2ª División                      | 30       | 14    | 6        | 5     | -        | -        | -                | -                | 36       | 19    |
| Real Valladolid C.F. · España      | 1993-94                          | 1ª División                      | 37       | 13    | 5        | 2     | 2        | 0        | -                | -                | 44       | 15    |
| Real Valladolid C.F. · España      | 1994-95                          | 1ª División                      | 20       | 6     | 0        | 0     | -        | -        | -                | -                | 20       | 6     |
| Racing de Santander · España       | 1995-96                          | 1ª División                      | 40       | 6     | 1        | 0     | -        | -        | -                | -                | 41       | 6     |
| Racing de Santander · España       | 1997-98                          | 1ª División                      | 21       | 7     | 5        | 0     | -        | -        | -                | -                | 26       | 7     |
| Racing de Santander · España       | 1997-98                          | 1ª División                      | 24       | 5     | 3        | 1     | -        | -        | -                | -                | 27       | 6     |
| Racing de Santander · España       | Total con el Racing de Santander | Total con el Racing de Santander | 85       | 18    | 9        | 1     | -        | -        | -                | -                | 94       | 19    |
| Real Valladolid C.F. · España      | 1998-99                          | 1ª División                      | 31       | 4     | 6        | 2     | -        | -        | -                | -                | 37       | 6     |
| Real Valladolid C.F. · España      | 1999-00                          | 1ª División                      | 27       | 2     | 1        | 0     | -        | -        | -                | -                | 28       | 2     |
| Real Valladolid C.F. · España      | 2000-01                          | 1ª División                      | 23       | 4     | 1        | 1     | -        | -        | -                | -                | 24       | 5     |
| Real Valladolid C.F. · España      | Total con el Real Valladolid     | Total con el Real Valladolid     | 256      | 54    | 34       | 16    | 2        | 0        | 3                | 0                | 295      | 70    |
| C.D. Numancia · España             | 2001-02                          | 2ª División                      | 31       | 4     | 1        | 0     | -        | -        | -                | -                | 32       | 4     |
| C.D. Numancia · España             | Total con el C.D. Numancia       | Total con el C.D. Numancia       | 31       | 4     | 1        | 0     | -        | -        | -                | -                | 32       | 4     |
| C.F. Palencia · España             | 2002-03                          | 3ª División                      | 0        | -     | -        | -     | -        | -        | 0                | 0                | -        | -     |
| C.F. Palencia · España             | Total con el C.F. Palencia       | Total con el C.F. Palencia       | -        | -     | -        | -     | -        | -        | 0                | 0                | -        | -     |
| Total carrera                      | Total carrera                    | Total carrera                    | 378      | 78    | 44       | 17    | 2        | 0        | 3                | 0                | 427      | 95    |

 Actualizado al último partido jugado el 13 de noviembre de 1989.
| Selección              | Temporada | Clasificación Eurocopa sub-21 | Clasificación Eurocopa sub-21 | Clasificación Eurocopa sub-21 |
| Selección              | Temporada | Partidos                      | Goles                         |                               |
| ---------------------- | --------- | ----------------------------- | ----------------------------- | ----------------------------- |
| España Sub-21 · España | 1989      | 2                             | 1                             |                               |
| España Sub-21 · España | Total     | 2                             | 1                             |                               |